# Ievgueni Kouznetsov (plongeon)
Pour les articles homonymes, voir Ievgueni Kouznetsov et Kuznetsov.
Ievgueni Vladimirovitch Kouznetsov (en russe : Евгений Владимирович Кузнецов), né le 12 avril 1990 à Stavropol, en RSFS de Russie (Union soviétique), est un plongeur russe.

## Carrière
Aux Jeux olympiques d'été de 2012, Ievgueni Kouznetsov est médaillé d'argent du tremplin à 3 mètres synchronisé avec Ilia Zakharov.
Aux Championnats d'Europe de plongeon 2019, il est médaillé d'or au tremplin à 3 mètres et au tremplin à 3 mètres synchronisé avec Nikita Shleikher.
Il est médaillé d'or en plongeon par équipes aux Championnats d'Europe de natation 2020 à Budapest.

## Palmarès

### Jeux olympiques
- Jeux olympiques de 2012 à Pékin :
  -  Médaille d'argent du plongeon synchronisé à 3 m (avec Ilia Zakharov).

### Championnats du monde
- Championnats du monde 2011 à Shanghai :
  -  Médaille d'argent du plongeon synchronisé à 3 m (avec Ilia Zakharov).
  -  Médaille de bronze du plongeon individuel à 3 m.
- Championnats du monde 2013 à Barcelone :
  -  Médaille d'argent du plongeon individuel à 3 m.
  -  Médaille d'argent du plongeon synchronisé à 3 m (avec Ilia Zakharov).
- Championnats du monde 2015 à Kazan :
  -  Médaille d'argent du plongeon individuel à 3 m.
- Championnats du monde 2017 à Budapest :
  -  Médaille d'or du plongeon individuel à 3 m.

### Championnats d'Europe
- Championnats d'Europe de natation 2010 à Budapest :
  -  Médaille de bronze du plongeon individuel à 3 m.
- Championnats d'Europe de plongeon 2011 à Turin :
  -  Médaille d'or du plongeon individuel à 1 m.
  -  Médaille d'or du plongeon synchronisé à 3 m (avec Ilia Zakharov).
  -  Médaille de bronze du plongeon individuel à 3 m.
- Championnats d'Europe de natation 2012 à Debrecen :
  -  Médaille d'or du plongeon synchronisé à 3 m (avec Ilia Zakharov).
  -  Médaille d'argent du plongeon individuel à 1 m.
- Championnats d'Europe de plongeon 2013 à Rostock :
  -  Médaille d'or du plongeon synchronisé à 3 m (avec Ilia Zakharov).
  -  Médaille d'argent du plongeon individuel à 3 m.
  -  Médaille de bronze du plongeon par équipe mixte.
- Championnats d'Europe de natation 2014 à Berlin :
  -  Médaille d'or du plongeon synchronisé à 3 m (avec Ilia Zakharov).
  -  Médaille d'argent du plongeon individuel à 1 m.
- Championnats d'Europe de plongeon 2015 à Rostock :
  -  Médaille d'or du plongeon synchronisé à 3 m (avec Ilia Zakharov).
  -  Médaille d'argent du plongeon individuel à 3 m.
- Championnats d'Europe de natation 2016 à Londres :
  -  Médaille d'or du plongeon individuel à 3 m.
  -  Médaille d'argent du plongeon synchronisé à 3 m (avec Ilia Zakharov).
- Championnats d'Europe de plongeon 2017 à Kiev :
  -  Médaille d'or du plongeon synchronisé à 3 m (avec Ilia Zakharov).
- Championnats d'Europe de natation 2018 à Glasgow :
  -  Médaille d'or du plongeon synchronisé à 3 m (avec Ilia Zakharov).
  -  Médaille de bronze du plongeon individuel à 3 m.
  -  Médaille de bronze du plongeon par équipe mixte.
- Championnats d'Europe de plongeon 2019 à Kiev :
  -  Médaille d'or du plongeon individuel à 3 m.
  -  Médaille d'or du plongeon synchronisé à 3 m (avec Nikita Shleikher).
- Championnats d'Europe de natation 2020 à Budapest :
  -  Médaille d'or du plongeon individuel à 3 m.
  -  Médaille d'or du plongeon par équipe mixte.
  -  Médaille d'argent du plongeon synchronisé à 3 m (avec Nikita Shleikher).